# Emory (Texas)
Pour les articles homonymes, voir Emory.
La ville d’Emory est le siège du comté de Rains, dans l’État du Texas, aux États-Unis. Sa population s’élevait à 1 239 habitants lors du recensement de 2010, estimée à 1 295 habitants en 2017.

## Source
- (en) Cet article est partiellement ou en totalité issu de l’article de Wikipédia en anglais intitulé « Emory, Texas » (voir la liste des auteurs).